# World Team Challenge 2012

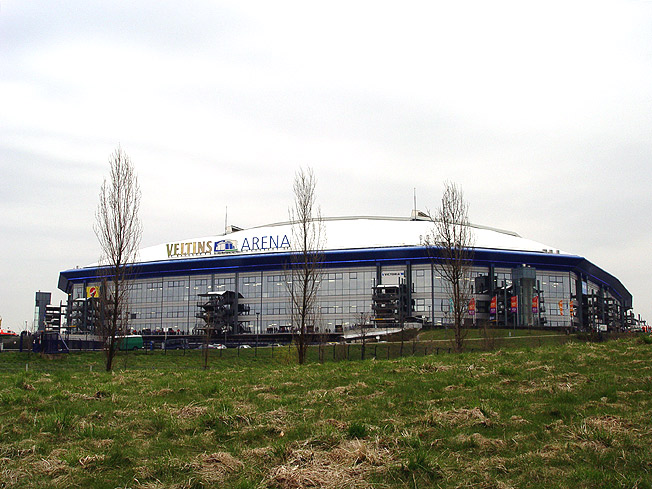
Arena zawodów

World Team Challenge to pokazowe zawody biathlonowe które zostały rozegrane 29 grudnia 2012 roku na stadionie Veltins-Arena w Gelsenkirchen.
Zawody złożone były z dwóch konkurencji: biegu masowego i biegu pościgowego.
Tytułów sprzed roku nie obronili finka Kaisa Mäkäräinen oraz szwed Carl Johan Bergman.
W zawodach zwyciężyła para rosyjska Jekatierina Jurłowa i Anton Szypulin.

## Zaproszone pary
| Zawodniczka             | Zawodnik             |
| ----------------------- | -------------------- |
| Kaisa Mäkäräinen        | Carl Johan Bergman   |
| Marie Habert            | Martin Fourcade      |
| Teja Gregorin           | Jakov Fak            |
| Jekatierina Jurłowa     | Anton Szypulin       |
| Fanny Welle-Strand Horn | Lars Helge Birkeland |
| Wiktorija Semerenko     | Serhij Sedniew       |
| Susan Dunklee           | Tim Burke            |
| Andrea Henkel           | Andreas Birnbacher   |
| Franziska Hildebrand    | Michael Greis        |
| Laura Dahlmeier         | Niklas Homberg       |

## Wyniki
| Pozycja | Zawodnik                                     | Wynik   | Strata  |
| ------- | -------------------------------------------- | ------- | ------- |
| 1.      | Jekatierina Jurłowa Anton Szypulin           | 32:24,0 |         |
| 2.      | Marie Habert Martin Fourcade                 | 32:31,7 | +7,3    |
| 3.      | Fanny Welle-Strand Horn Lars Helge Birkeland | 32:32,0 | +8,0    |
| 4.      | Andrea Henkel Andreas Birnbacher             | 32:38,7 | +14,7   |
| 5.      | Teja Gregorin Jakov Fak                      | 32:48,0 | +24,0   |
| 6.      | Franziska Hildebrand Michael Greis           | 33:06,6 | +42,6   |
| 7.      | Kaisa Mäkäräinen Carl Johan Bergman          | 33:08,9 | +44,9   |
| 8.      | Wiktorija Semerenko Serhij Sedniew           | 33:12,7 | +48,7   |
| 9.      | Laura Dahlmeier Niklas Homberg               | 34:43,7 | +2:19,7 |
| 10.     | Susan Dunklee Tim Burke                      | 34:58,7 | +2:34,7 |